# Mistrovství světa ve sportovním lezení 1997
Mistrovství světa ve sportovním lezení 1997 (anglicky: UIAA Climbing World Championship, francouzsky: Championnats du monde d'escalade, italsky: Campionato del mondo di arrampicata, německy: Kletterweltmeisterschaft) se uskutečnilo jako čtvrtý ročník 1. února v Paříži pod hlavičkou UIAA, závodilo se pouze v lezení na obtížnost a rychlost..

## Průběh závodů

### Výsledky mužů a žen
| obtížnost           | obtížnost              | rychlost              | rychlost           |
| ------------------- | ---------------------- | --------------------- | ------------------ |
| muži                | ženy                   | muži                  | ženy               |
| 1. François Petit   | 1. Liv Sansozová       | 1. Daniel Andrada     | 1. Taťjana Rujgová |
| 2. Chris Sharma     | 2. Muriel Sarkanyová   | 2. Jevhen Kryvošejcev | 2. Irina Zaytseva  |
| 3. François Legrand | 3. Marietta Uhden      | 3. Dmitrij Byčkov     | 3. Olga Bibiková   |
|                     |                        |                       |                    |
| 18. Marek Havlík    | 16. Barbara Stranská   | 19. Pavel Kořán       | -                  |
| 23. Pavel Kořán     | 27. Jitka Kuhngaberová | 24. Milan Benian      | -                  |
| 41. Roman Štefánek  | 31. Alexandra Holková  | -                     | -                  |
| 60. Milan Benian    | 33. Eva Smejkalová     | -                     | -                  |
| 67. Carol Černý     | 42. Lucie Loudová      | -                     | -                  |
|                     |                        |                       |                    |
| ? finalistů         | ? finalistek           | ? finalistů           | ? finalistek       |
| ? semifinalistů     | ? semifinalistek       | ? semifinalistů       | ? semifinalistek   |
| 89 mužů             | 42 žen                 | 43 mužů               | 23 žen             |

### Medaile podle zemí
| pořadí | stát      | Zlatá medaile | Stříbrná medaile | Bronzová medaile | celkem |
| ------ | --------- | ------------- | ---------------- | ---------------- | ------ |
| 1.     | Francie   | 2             | 0                | 1                | 3      |
| 2.     | Rusko     | 1             | 1                | 2                | 4      |
| 3.     | Španělsko | 1             | 0                | 0                | 1      |
| 4.     | USA       | 0             | 1                | 0                | 1      |
| 4.     | Belgie    | 0             | 1                | 0                | 1      |
| 4.     | Ukrajina  | 0             | 1                | 0                | 1      |
| 7.     | Německo   | 0             | 0                | 1                | 1      |

### Zúčastněné země
| 1.   | Francie            | Francie            | Španělsko          | Rusko              |
| 2.   | USA                | Belgie             | Ukrajina           | Francie            |
| 3.   | Švýcarsko          | Německo            | Rusko              | Belgie             |
| 4.   | Japonsko           | Rusko              | USA                | Česko              |
| 5.   | Itálie             | Itálie             | Polsko             | Polsko             |
| 6.   | Španělsko          | USA                | Kazachstán         | Ukrajina           |
| 7.   | Belgie             | Slovinsko          | Spojené království | Německo            |
| 8.   | Austrálie          | Španělsko          | Francie            | Spojené království |
| 9.   | Rakousko           | Česko              | Bulharsko          | Rumunsko           |
| 10.  | Rusko              | Polsko             | Česko              | -                  |
| 11.  | Nizozemsko         | Spojené království | Belgie             | -                  |
| 12.  | Německo            | Rakousko           | Japonsko           | -                  |
| 13.  | Česko              | Nizozemsko         | Norsko             | -                  |
| 14.  | Kanada             | Švédsko            | Německo            | -                  |
| 15.  | Slovinsko          | Rumunsko           | Rumunsko           | -                  |
| 16.  | Ukrajina           | Kanada             | Hongkong           | -                  |
| 17.  | Kazachstán         | Ukrajina           | -                  | -                  |
| 18.  | Spojené království | Hongkong           | -                  | -                  |
| 19.  | Švédsko            | -                  | -                  | -                  |
| 20.  | Chile              | -                  | -                  | -                  |
| 21.  | Polsko             | -                  | -                  | -                  |
| 22.  | Rumunsko           | -                  | -                  | -                  |
| 23.  | Norsko             | -                  | -                  | -                  |
| 24.  | Bulharsko          | -                  | -                  | -                  |
| 25.  | Slovensko          | -                  | -                  | -                  |
| 26.  | Hongkong           | -                  | -                  | -                  |
| (26) | 26                 | 18                 | 16                 | 9                  |